# Andrea Ferro
Andrea Ferro (Arona, 19 de agosto de 1973) é um cantor italiano.
Ele começou a cantar desde muito cedo é um dos fundadores da banda de metal gótico Lacuna Coil, que participa até hoje. Andrea Ferro e Marco Coti Zelati montaram uma banda de rock sem grandes pretensões. Apesar do estilo não ter uma cena tão forte em Milão, a banda na época chamada de Sleep of Right chegou para gravação da sua primeira demo com Ferro nos vocais. A sonoridade surpreendia os jovens integrantes. Mas ainda faltava algo para completar a proposta da banda.
Cristina Scabbia, namorada de Zelati na época, foi indicada por ele para gravar alguns vocais complementares. Cristina não tinha contato nem experiência com o heavy metal, mas já havia feito participações em projetos com dance music. Foi ai que a história da banda começou a mudar. As faixas "Shallow End" e "Frozen Feeling" ganharam o brilho da voz suave de Cristina no som da banda italiana.
O contraste da voz de barítono de Ferro, acompanhado por um vocal agudo forte e poderoso da vocalista Cristina Scabbia criaram sons impressionantes, devido à diversidade de suas duas vozes chegou à gravadora Century Media, que acreditou no potencial e abriu as portas dos estúdios para os jovens milaneses.
O som ficou mais lento e os arranjos polidos destacaram as influências góticas. O nome também foi mudado para Lacuna Coil (que em português, quer dizer Espiral Vazia). A Itália, com pouca tradição no heavy metal, lançava ao mundo uma banda das mais competentes e sofisticadas da cena do metal atual.

## Discografia
- Lacuna Coil (EP) (1997)
- In a Reverie (1999)
- Halflife (EP) (2000)
- Unleashed Memories (2001)
- Comalies (2002)
- Karmacode (2006)
- Shallow Life (2009)
- Dark Adrenaline (2012)
- Broken Crown Halo (2014)